# Macrosamanea consanguinea
Espèce
Synonymes
- Pithecellobium consanguineum Cowan[1]

Statut de conservation UICN

 LC  : Préoccupation mineure
Macrosamanea consanguinea est une espèce de plantes à fleurs de la famille des Fabaceae.

## Publication originale
- Memoirs of The New York Botanical Garden 74(1): 189. 1996.